# 伊奈牛駅

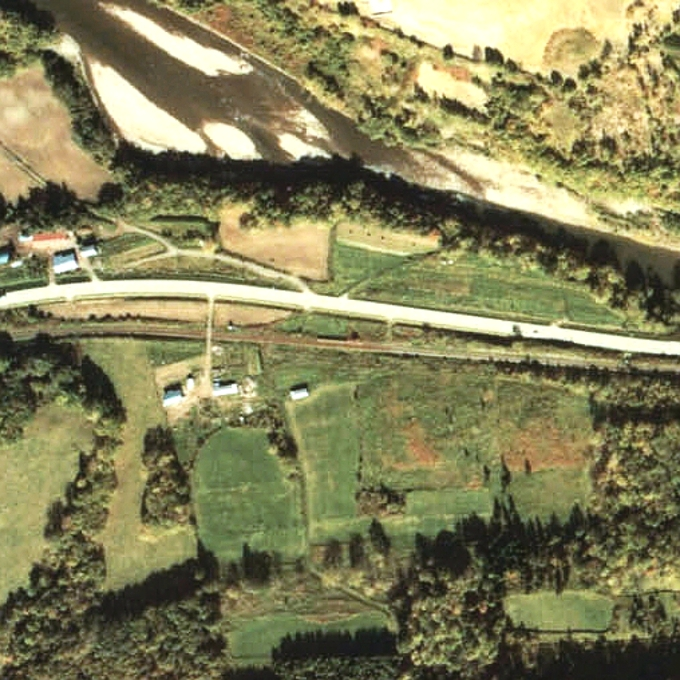
1978年の伊奈牛仮乗降場と周囲約500m範囲。右が遠軽方面。

伊奈牛駅（いなうしえき）は、かつて北海道紋別郡丸瀬布町（現遠軽町丸瀬布）に所在した北海道旅客鉄道（JR北海道）石北本線の鉄道駅。

## 歴史
住友金属鉱山北見鉱山（伊奈牛鉱山）勤務者子弟の高校通学を目的に仮乗降場として開設され、開業時点では1日に上下各2本が停車した。国鉄分割民営化と共に他の仮乗降場と同様、駅に格上げされたが、利用者が減少したため廃止された。仮乗降場時代から、停車する列車は限られていた。

### 年表
- 1956年（昭和31年）11月1日：日本国有鉄道石北線の伊奈牛仮乗降場（局設定）として開業[2]。ただし、『丸瀬布町史』では開設日を11月19日としている[1]。
- 1961年（昭和36年）4月1日：所属路線が石北本線に改称。
- 1987年（昭和62年）4月1日：国鉄分割民営化によりJR北海道に継承。駅に昇格[3]。
- 1990年（平成2年）
  - 3月10日：営業キロ設定。
  - 9月1日：廃止[2][3]。

### 駅名の由来
地名より。アイヌ語で「イナウ（木幣）・多い」を表す「イナウウㇱ（inaw-us）」から。

## 駅構造
国道に沿った場所に置かれ、板張りホームと木造待合室のみが存在した。

## 駅周辺
- 国道333号
- 遠軽町営バス「伊奈牛」停留所

## 隣の駅
北海道旅客鉄道
石北本線（廃止時点）
丸瀬布駅 - 伊奈牛駅 - 瀬戸瀬駅